# Courtney Sarault
Courtney Lee Sarault (Grand Rapids, 24 aprile 2000) è una pattinatrice di short track canadese.

## Biografia
È figlia dell'hockeista su ghiaccio Yves Sarault che giocò a livello professionistico con i Montreal Canadiens e i Calgary Flames nella NHL.
È stata allenata da Frédéric Blackburn. Vanta sei medaglie, di cui una d'oro, ai campionati mondiali.

## Palmarès

### Mondiali
- 7 medaglie:
  - 1 oro (staffetta 3000 m a Pechino 2025);
  - 3 argenti (1500 m a Dordrecht 2021; 1000 m e 1500 m a Pechino 2025);
  - 4 bronzi (staffetta 3000 m a Sofia 2019; 1000 m e staffetta 3000 m a Seul 2023; staffetta 3000 m a Rotterdam 2024).

### Mondiali junior
- 5 medaglie:
  - 1 oro (staffetta 3000 m a Tomaszów Mazowiecki 2018);
  - 3 argenti (classifica generale, 1000 m e 1500 m a Tomaszów Mazowiecki 2018);
  - 1 bronzo (1500 m a Montréal 2019).